# Nassarius arcularius
Nassarius arcularius är en snäckart som först beskrevs av Carl von Linné 1758.  Nassarius arcularius ingår i släktet nätsnäckor, och familjen Nassariidae. Inga underarter finns listade i Catalogue of Life.